# Lenguaje interior
Entendemos por lenguaje interior o endofasia: los movimientos articulatorios latentes que acompañan a la lectura, audición o pensamiento silencioso.
Se trata de un lenguaje sin sonido, subvocalizado, una actividad previa al habla, un lenguaje sin voz, una función en sí misma, una forma básica de pensamiento sin palabras.

## Lectura interior

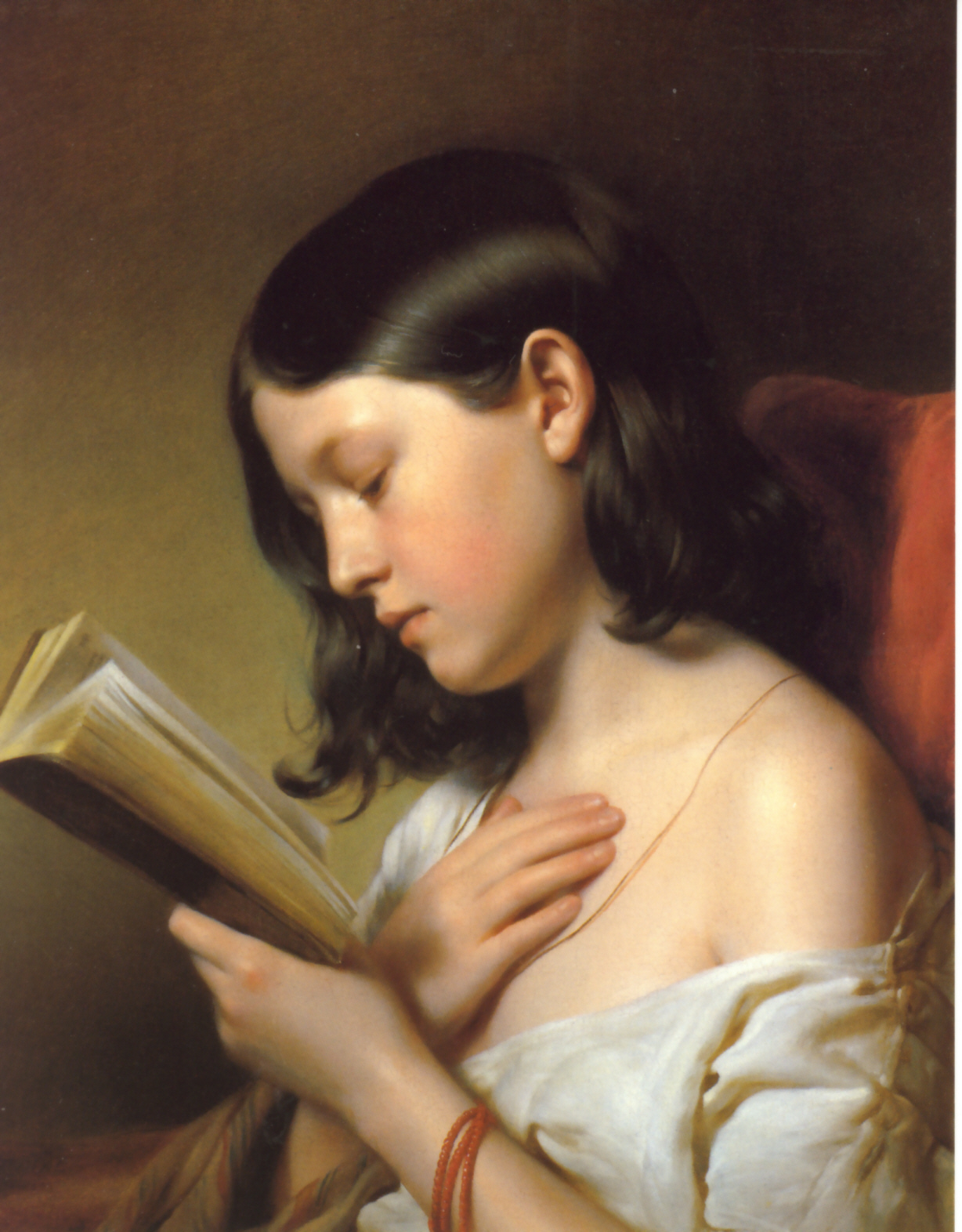
Niña absorta en una lectura interior (Franz Eybl, óleo sobre lienzo, 1850).

Hablamos de lectura interior cuando el proceso cognitivo de decodificación de la escritura (lectura) se realiza a través de modalidades puramente mentales, es decir, cuando la actividad lectora no va acompañada de la pronunciación del texto que se está decodificando.

## Historia
Los filósofos de la antigüedad consideraban que pensar era hablarse a uno mismo en silencio. Para Platón el pensamiento y el lenguaje hablado eran una misma cosa, y puede definirse el pensamiento como 'procesos subvocales en la laringe. Los primeros estudios sobre el lenguaje interno estaban basados en la introspección y en observaciones cíclicas sobre los trastornos del lenguaje, observándose que el lenguaje interno estaba constituido por imágenes verbales de modalidad diversa (acústica, motora y visual) la interrupción del mismo era explicable por disfunciones intelectuales relacionadas con la afasia. 
Investigaciones posteriores se centraron en el estudio de los componentes motores, de los micromovimientos de los órganos vocales, a través de aparatos mecánicos de precisión creciente se concluyó que se producía un incremente de la musculatura vocal en todas las tareas verbales. Investigaciones realizadas con el método E.M.G. (electromiográfico) indican que se producen potenciales de lenguaje local, y no simples irradiaciones difusas del tono muscular, y que las variaciones en las reacciones lingüísticas del E.M.G. dependen: del grado de dificultad y novedad de la tarea, grado de automatización de las operaciones de pensamiento, introducción de imágenes, actividad mental e inclinación a un tipo de memoria. Los impulsos vocálico-motores se detectan no sólo en tareas que impliquen pensamiento verbal abstracto, sino también en lo visual. 
Pruebas experimentales del tipo de mediciones electromiográficas indican que el pensamiento es una activación de mecanismos cerebrales del lenguaje, y que las diferentes formas de pensamiento se acompañan de una actividad fisiológica diferente de los órganos articulatorios. Los resultados, en función de las propiedades gramaticales y semánticas (obtenidos a partir de las investigaciones sobre los trastornos del lenguaje), son menos concluyentes. 
En general, se sostiene que se trata de una forma reducida y condensada del lenguaje en a su papel en la adquisición del lenguaje infantil, pero existen posturas diferentes. Para Vygotski, el lenguaje interior posee una función específica, leyes y límites precisos respecto a otras actividades lingüísticas.
El habla se utilizaría para el pensamiento interno, desarrollándose en el campo de la semántica, no en el de la fonética y se caracteriza por la conservación del predicado no el sujeto ni las palabra que con él se relacionan; son, por lo tanto, trazos característicos la tendencia predicativa y la carencia de palabras. Vygotski establece la siguiente secuencia: una primera etapa de lenguaje social, a la que seguiría una segunda etapa de lenguaje egocéntrico, que orienta la actividad mental y conduce a una tercera etapa de lenguaje interior. 
Se trataría de una evolución de lo social a lo individual, en la cual el lenguaje egocéntrico no queda reducido a ser un simple acompañante de la actividad mental, sino que se constituye en una ayuda valiosa. El lenguaje egocéntrico desaparece con la edad escolar, hecho que induce a pensar en su transformación en lenguaje socializado. Este no es un antecedente del lenguaje externo o su reproducción en la memoria, sino que posee estructuras diferentes. El lenguaje egocéntrico es, en un principio, equiparable al social, pero en el proceso de interiorización se va haciendo cada vez menos completo y coherente, reduciéndose a una estructura predicativa. 
Para Piaget, por el contrario, la génesis del lenguaje sigue una secuencia evolutiva que va de lo individual a lo social, del pensamiento autista o no verbal, lenguaje egocéntrico y lenguaje social. En este proceso el lenguaje egocéntrico es únicamente un acompañante de la actividad del niño. Luria pone de manifiesto el papel regulador que posee el lenguaje en la conducta humana. 
Se dan varios estadios:
1. El lenguaje no puede regular la conducta por su escaso nivel de desarrollo.
2. El lenguaje comienza a regular la conducta, pero solo a través de su acción impulsiva, no de conexiones significativas.
3. La acción reguladora es ejercida por conexiones significativas producidas por el lenguaje.
4. Se reduce la necesidad de lenguaje verbalizado y el control es asumido por el habla interna, que se constituye en el componente más significativo de la actividad reflexiva y voluntaria.